# Сітола
Сіто́ла (англ. Sitola) — традиційна громада у складі дистрикту Мачинга Південного регіону Малаві.
Населення — 25138 осіб (2018).